# Chaetonotus gracilis
Chaetonotus gracilis is een buikharige uit de familie Chaetonotidae. De wetenschappelijke naam van de soort werd in 1864 voor het eerst geldig gepubliceerd door Gosse. Mogelijk een synoniem voor C. maximus.